# Linares Baeza–Almería-vasútvonal
A Linares Baeza–Almería-vasútvonal egy 250 km hosszúságú, nem villamosított, 1668 mm nyomtávolságú vasútvonal Linares Baeza és Almería között Spanyolországban. Jelenleg ez a fő vasúti kapcsolat Madrid és Almería között. A vonal biztosítóberendezése az ASFA, a vonatok legnagyobb megengedett sebessége 140 km/h.
Tulajdonosa az ADIF, a járatokat az RENFE üzemelteti.

## Útvonal
A vasútvonal keresztezi Jaén, Granada és Almería tartományokat. Korábban keresztülhaladt a Hacho hídon, mely a leghosszabb vasúti vashíd volt a spanyol vasúthálózaton.

## Forgalom
A vasútvonalon halad keresztül az összes vonat mely Madrid és Almería között közlekedik, 2019-ben a leggyorsabb eljutási idő 3 óra 39 perc volt a két város között. Folytatása Madridtól az Alcázar de San Juan–Cádiz-vasútvonal Alcázar de San Juan felé, és a Madrid–Valencia-vasútvonal Madrid Chamartín állomásról Valencia felé.